# Galina Minaicheva
Galina Yakovlevna Minaicheva  (-Sharabidze), née à Moscou le 29 décembre 1929 et morte le 28 janvier 2025, est une gymnaste artistique soviétique. Elle devient championne olympique en 1952 à Helsinki et championne du monde en 1954. 

## Biographie sportive
Elle est sacrée championne olympique en concours général par équipes, vice-championne en exercices d'ensemble avec agrès portatifs par équipes et médaillée de bronze au saut de cheval aux Jeux olympiques d'été de 1952 à Helsinki. 
Elle remporte le titre mondial par équipes aux Championnats du monde de gymnastique artistique 1954 à Rome.